# Јулија Степанова
Јулија Игоревна Степанова ( рођена Русанова, рус. Юлия Игоревна Русанова; 3. јул 1986) је руска атлетичарка специјалиста за трчање на средњим пругама, а најуспешнија је у трци на 800 м.
Сезону 2011. почела је најбољим сезонским резултатом у Европи 1:58,14 на првенству Русије у дворани и ушла је у састав руске атлетске репрезентације за Европско првенство у атлетици у дворани 2011. у Паризу. Такмичила се у својој дисциплини и стигла трећа (2:00,80 мин), што јој је највећи успех у досадашњој каријери и прва медаља са великих такмичења.

## Допинг
У јануару 2013. установљено је да је користила недозвољена средства, па је дисквалификована за две године (до 27. јануара 2015). Сви резултати постигнути после 3. марта 2011. се бришу.

## Лични рекорди
- 800 м: 1:58,99 мин, 23. јул 2009, Чебоксари
  - Дворана: 1:59,44 мин, 29. јануар 2011, Белгород
- 1.000 м (Дворана): 2:39,81 мин, 6. септембар 2009, Дубница над Влахом
- 1.500 м: 4:06,08 мин, 26. јун 2009, Брјанск
  - Дворана: 4:16,08 мин, 9. фебруар 2009, Москва